# Morti nel 1970/Marzo
| Questa pagina contiene informazioni ricavate automaticamente dalle voci biografiche con l'ausilio del template Bio e di un bot. L'aggiornamento è periodico e automatico e ricostruisce completamente la pagina. Se manca una persona in questa lista, sei pregato di non aggiungerla, ma accertati piuttosto che la sua voce biografica contenga il template Bio e che i dati anagrafici siano correttamente compilati. Se il template Bio manca, inseriscilo tu stesso o, in alternativa, metti l'avviso {{tmp\|Bio}} che ne segnala la mancanza. Se i dati riportati sono sbagliati, correggi direttamente la voce biografica; le modifiche saranno visibili in questa lista entro pochi giorni. Per chiarimenti vedi il progetto biografie. La lista contiene solo le 90 persone che sono citate nell'enciclopedia e per le quali è stato implementato correttamente il template Bio. Pagina aggiornata al 3 mar 2024. |

- 1º marzo - Christian Thomas Elvey, astronomo e geofisico statunitense (n. 1889)
- 1º marzo - Eduard Hoornik, scrittore olandese (n. 1910)
- 1º marzo - Toshio Iwatani, calciatore giapponese (n. 1925)
- 1º marzo - Hans Walzhofer, calciatore austriaco (n. 1906)
- 2 marzo - Paulo de Tarso Campos, arcivescovo cattolico brasiliano (n. 1895)
- 2 marzo - John Jacob Loeb, compositore statunitense (n. 1910)
- 2 marzo - Karl Meitinger, architetto tedesco (n. 1882)
- 4 marzo - Armando Bernabiti, architetto italiano (n. 1900)
- 4 marzo - Alfonso Bialetti, inventore, imprenditore e operaio italiano (n. 1888)
- 4 marzo - Franco Concesi, calciatore italiano (n. 1923)
- 4 marzo - Peter Godfrey, attore e regista britannico (n. 1899)
- 5 marzo - Josef Rupert Geiselmann, presbitero e teologo tedesco (n. 1890)
- 5 marzo - Josef Weber, calciatore tedesco (n. 1898)
- 6 marzo - Hans Heibach, calciatore tedesco (n. 1918)
- 6 marzo - William Hopper, attore e militare statunitense (n. 1915)
- 6 marzo - Meuccio Ruini, politico italiano (n. 1877)
- 8 marzo - Angelo Caramel, pittore italiano (n. 1924)
- 8 marzo - Erik Larsson, hockeista su ghiaccio svedese (n. 1905)
- 8 marzo - John Leipold, compositore statunitense (n. 1888)
- 8 marzo - Giovanni Pontini, pittore italiano (n. 1915)
- 9 marzo - Salvatore De Muto, attore teatrale italiano (n. 1876)
- 9 marzo - Evgenij Konstantinovič Nemčenko, attore e regista sovietico (n. 1906)
- 9 marzo - Anja Taranda, modella, showgirl e attrice statunitense (n. 1915)
- 10 marzo - Fritz Münch, direttore d'orchestra francese (n. 1890)
- 10 marzo - Georg de Laval, pentatleta e tiratore a segno svedese (n. 1883)
- 11 marzo - Kurt Feldt, generale tedesco (n. 1887)
- 11 marzo - Erle Stanley Gardner, scrittore statunitense (n. 1889)
- 11 marzo - Russell van Horn, pugile statunitense (n. 1885)
- 11 marzo - Giovanni Vincenzi, calciatore e allenatore di calcio italiano (n. 1905)
- 12 marzo - Josef Söhngen, antifascista tedesco (n. 1894)
- 12 marzo - Robert de Caix de Saint-Aymour, giornalista, politico e scrittore francese (n. 1869)
- 13 marzo - Gaspare Cataldo, commediografo, sceneggiatore e giornalista italiano (n. 1902)
- 13 marzo - Alec Clunes, attore e direttore teatrale inglese (n. 1912)
- 13 marzo - Maria Fioroni, archeologa e storica italiana (n. 1887)
- 13 marzo - Giuseppe Martinoli, botanico italiano (n. 1911)
- 14 marzo - Albert S. D'Agostino, scenografo statunitense (n. 1892)
- 15 marzo - Arthur Adamov, scrittore e drammaturgo francese (n. 1908)
- 15 marzo - Zvonko Jazbec, calciatore jugoslavo (n. 1911)
- 15 marzo - Tarjei Vesaas, scrittore norvegese (n. 1897)
- 16 marzo - Jack Guerrini, cantante e attore italiano (n. 1937)
- 16 marzo - Tammi Terrell, cantante statunitense (n. 1945)
- 17 marzo - Jérôme Carcopino, storico e funzionario francese (n. 1881)
- 17 marzo - Fernand Crommelynck, drammaturgo, attore e sceneggiatore belga (n. 1886)
- 17 marzo - Günther Dehn, teologo tedesco (n. 1882)
- 17 marzo - František Junek, calciatore cecoslovacco (n. 1907)
- 17 marzo - Michael Spring, maratoneta statunitense (n. 1879)
- 18 marzo - William Beaudine, regista, attore e produttore cinematografico statunitense (n. 1892)
- 18 marzo - Louis Béchereau, ingegnere francese (n. 1880)
- 18 marzo - Toni Gobbi, alpinista, scialpinista e imprenditore italiano (n. 1914)
- 18 marzo - Boris Petrovič Uvarov, entomologo russo (n. 1886)
- 19 marzo - Dina Bertoni Jovine, scrittrice, giornalista e pedagogista italiana (n. 1898)
- 19 marzo - Galliano Gervasi, politico, partigiano e sindacalista italiano (n. 1899)
- 19 marzo - Antonio Luigi Lombardini, politico italiano (n. 1904)
- 19 marzo - Walter McGrail, attore statunitense (n. 1888)
- 19 marzo - Armando Ronca, architetto italiano (n. 1901)
- 20 marzo - Herbert Grundmann, storico tedesco (n. 1902)
- 20 marzo - Georges Hebdin, calciatore belga (n. 1895)
- 20 marzo - Albert Scothern, calciatore inglese (n. 1882)
- 20 marzo - Jaipal Singh, hockeista su prato e politico indiano (n. 1903)
- 21 marzo - Marlen Haushofer, scrittrice austriaca (n. 1920)
- 21 marzo - Claudio Salmoni, ingegnere e politico italiano (n. 1919)
- 21 marzo - Henri de Ziégler, filologo, romanziere e letterato svizzero (n. 1885)
- 22 marzo - Leo Castro, pittore italiano (n. 1884)
- 22 marzo - Carlo Favagrossa, militare e politico italiano (n. 1888)
- 22 marzo - Maurice Hochepied, nuotatore e pallanuotista francese (n. 1881)
- 23 marzo - Leighton Bracegirdle, ammiraglio australiano (n. 1881)
- 23 marzo - Kentarō Kawatsu, nuotatore giapponese (n. 1914)
- 23 marzo - Del Lord, regista, produttore cinematografico e sceneggiatore canadese (n. 1894)
- 23 marzo - Skull Murphy, wrestler canadese (n. 1930)
- 23 marzo - James Earl Rudder, generale e politico statunitense (n. 1910)
- 24 marzo - Margareta Petrovna Froman, ballerina, coreografa e insegnante russa (n. 1896)
- 24 marzo - János Hungler, calciatore e allenatore di calcio ungherese (n. 1900)
- 25 marzo - Rosa Rolanda, pittrice, fotografa e ballerina statunitense (n. 1895)
- 25 marzo - Xu Haidong, politico, scrittore e generale cinese (n. 1900)
- 26 marzo - Patricia Ellis, attrice statunitense (n. 1918)
- 26 marzo - Julius Albert Krug, politico statunitense (n. 1907)
- 26 marzo - Rosa Zagnoni Marinoni, scrittrice e poetessa italiana (n. 1888)
- 27 marzo - Franco Asco, scultore italiano (n. 1903)
- 27 marzo - Pietro Braga, calciatore italiano (n. 1898)
- 27 marzo - Stéphanie Guerzoni, pittrice svizzera (n. 1887)
- 28 marzo - Ernst-Albrecht Hildebrandt, generale tedesco (n. 1895)
- 28 marzo - Ernfrid Malmgren, insegnante e esperantista svedese (n. 1899)
- 29 marzo - Vera Brittain, scrittrice, pacifista e giornalista britannica (n. 1893)
- 29 marzo - Lev Vladimirovič Kulešov, regista sovietico (n. 1899)
- 29 marzo - Anna Louise Strong, giornalista e scrittrice statunitense (n. 1885)
- 30 marzo - Heinrich Brüning, politico tedesco (n. 1885)
- 30 marzo - Scott R. Dunlap, produttore cinematografico, regista e attore statunitense (n. 1892)
- 31 marzo - Valerio Arri, maratoneta italiano (n. 1892)
- 31 marzo - Arsenio Frugoni, medievista italiano (n. 1914)
- 31 marzo - Semën Konstantinovič Timošenko, generale e politico sovietico (n. 1895)